# Động vật trên cạn

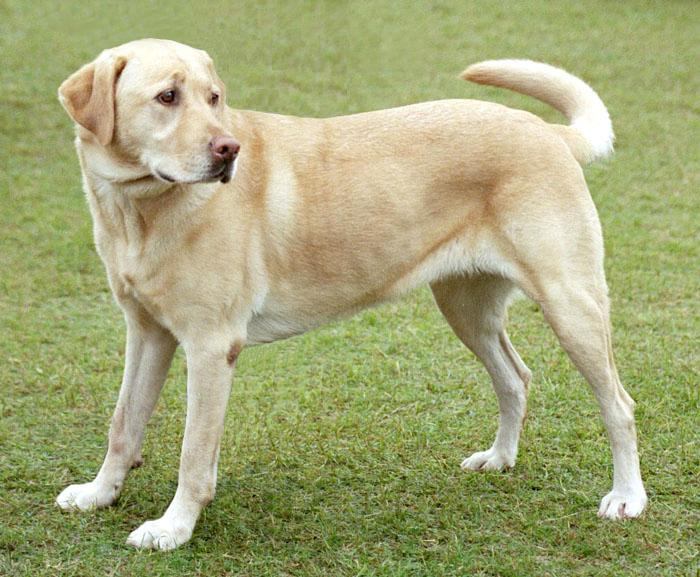
Chó chủ yếu sống trên mặt đất trong suốt quãng đời của mình.

Động vật trên mặt đất là các loài động vật sống chủ yếu hoặc hoàn toàn trong lòng đất như chó, mèo, kiến để phân biệt với các loài động vật sống trên trời (động vật trên không), chủ yếu sống ở dưới nước như tôm, cua hay cá; hoặc dạng hỗn hợp như các loài động vật lưỡng cư như cóc. Thuật ngữ trên cạn (mặt đất) cũng thường được phân biệt rõ với các loài sống chủ yếu trên mặt đất chứ không phải trên cây.

## Hình ảnh

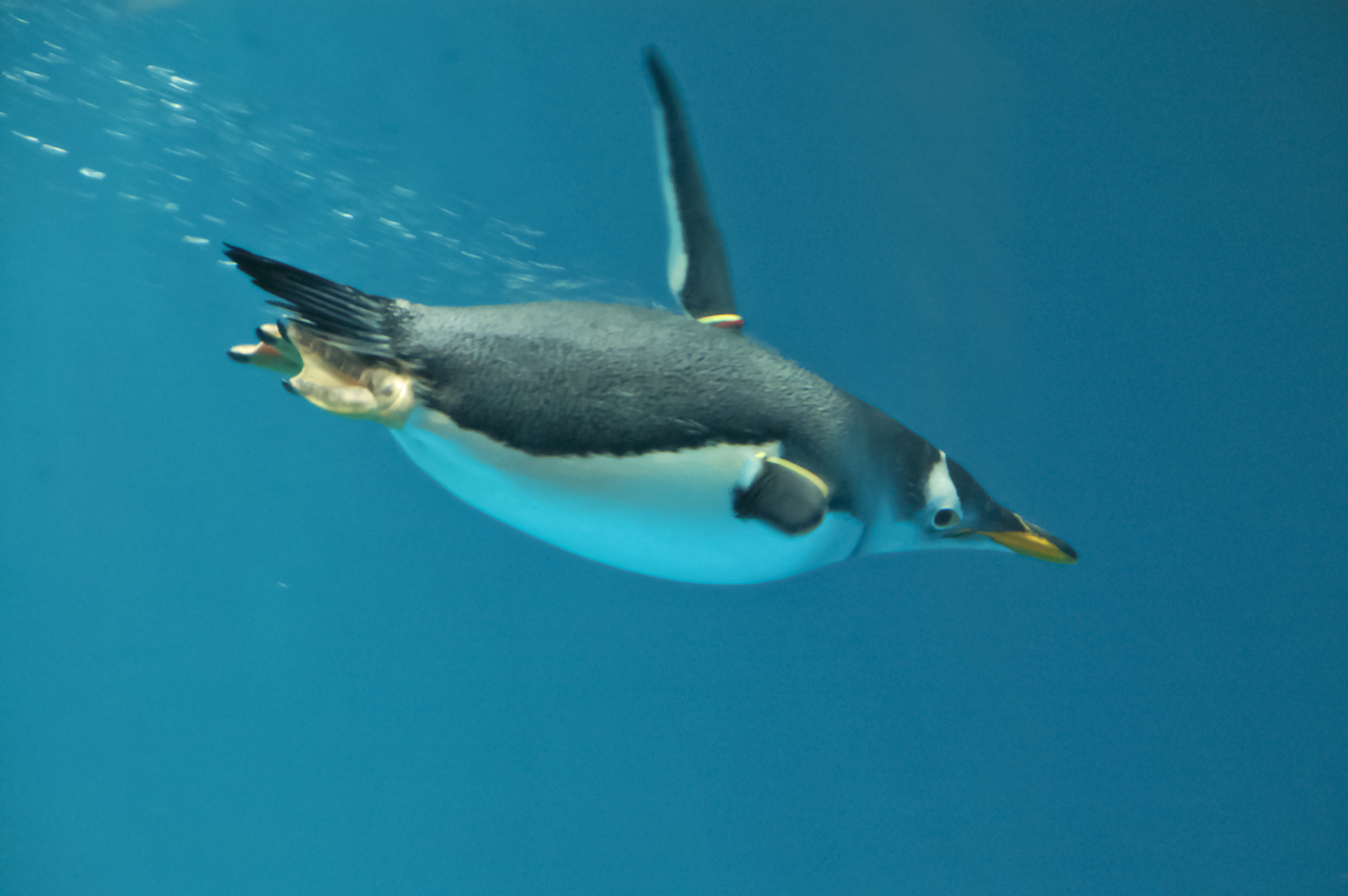

## Nghiên cứu thêm
- Clark J. A. (2002). Gaining ground: the origin and evolution of tetrapods. Đại học Indiana Press, 369 pp., ISBN 978-0-253-34054-2.
- Cloudsley-Thompson J. L. (1988). Evolution and adaptation of terrestrial arthropods. Springer, 141 pp., ISBN 978-3-540-18188-0.
- Dejours P. et al. (1987). Comparative physiology: life in water and on land. Liviana Editrice, Italy, 556 pp., ISBN 978-0-387-96515-4.
- Gordon M. S. & Olson E. C. (1995). Invasions of the land: the transitions of organisms from aquatic to terrestrial life. Columbia University Press, 312 pp., ISBN 978-0-231-06876-5.
- Little C. (1983). The colonisation of land: Origins and adaptations of terrestrial animals. Cambridge University Press, Cambridge. 290 pp., ISBN 978-0-521-25218-8.
- Little C. (1990). The terrestrial invasion. An ecophysiological approach to the origin of land animals. Cambridge University Press, Cambridge. 304 pp. ISBN 978-0-521-33669-7.